# Wenchangdijun
Pour les articles homonymes, voir Wenchang (homonymie).

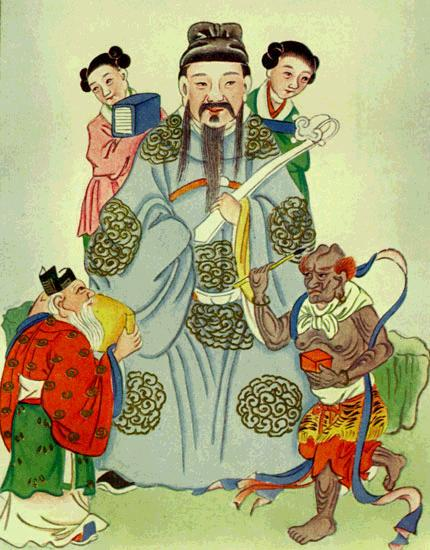
Wenchangdijun, Dieu des lettrés

Wenchangdijun, « Empereur Wenchang » (文昌帝君) ou Wenchangxing (文昌星) du nom de la constellation qu'il incarne, est un dieu chinois qui a le pouvoir de favoriser la réussite aux examens. Il est parfois appelé « Dieu des lettrés » ou « Dieu de la littérature ».
Comme beaucoup de divinités, il est le produit de la fusion de divers éléments.

## Les étoiles du destin
Le Shiji, ouvrage historique de la dynastie Han, présente Wenchang comme le nom d’un ensemble de six étoiles visibles à certains moments près de la Grande Ourse, nommées shangjiang, cijiang, guixiang, siming, sizhong et silu. Certaines sont mentionnées individuellement dans des textes des Royaumes combattants comme gouvernant la destinée. La composition du nom Wenchang, de wen "écrit" et chang"prospérité", a pu influencer la spécialisation de la divinité.

## Le héros divinisé

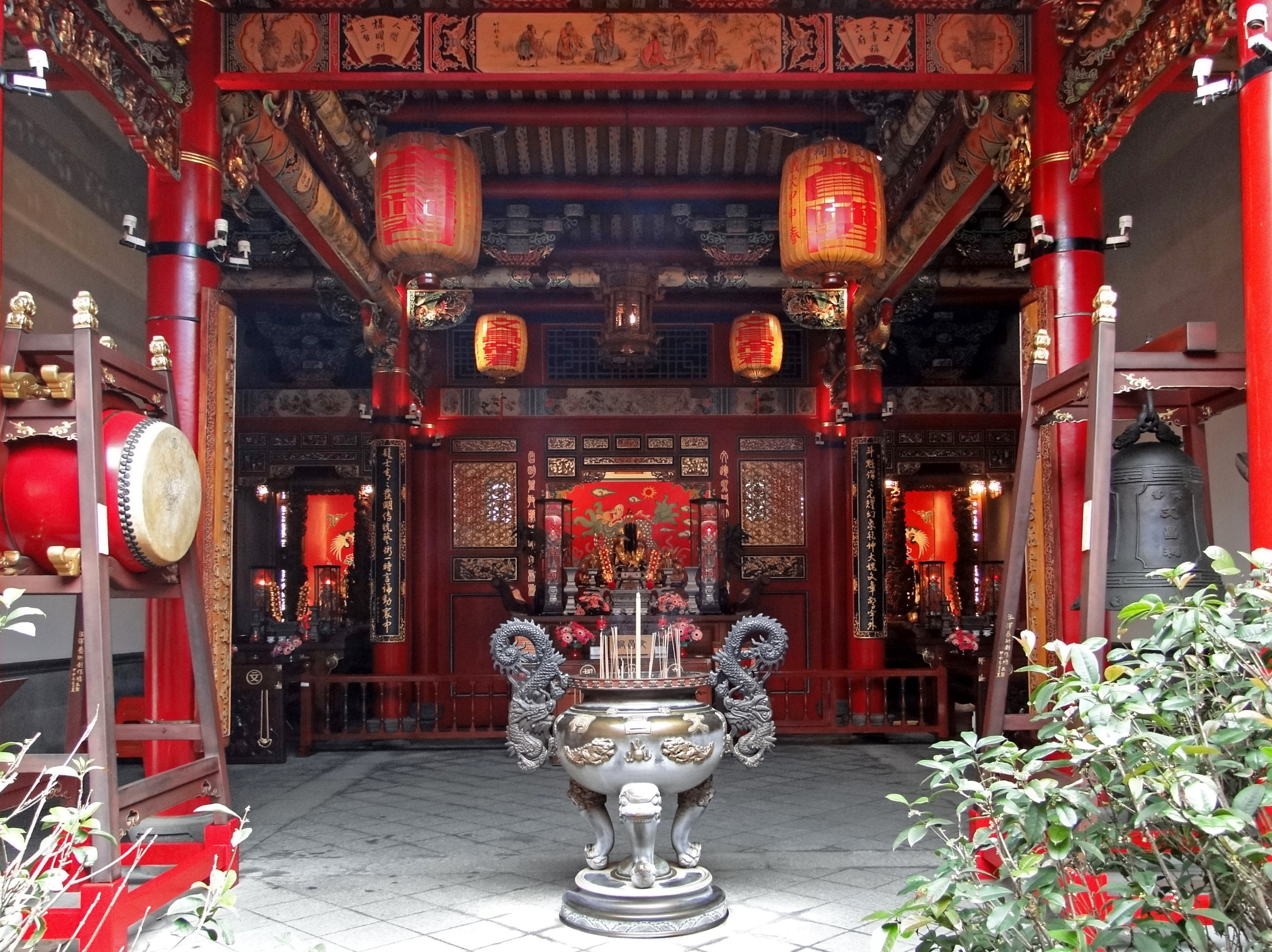
Temple de Wenchang dans le comté de Yilan

Sur la montagne Qiqushan (七曲山) dans le Sichuan, se trouvait un temple consacré au dieu de Zitong (梓潼, nom du district), divinisation de Zhang Yazi ( 張亞子 / 张亚子 ) ou ZhangYu ( 張育 / 张育 ), héros local de la dynastie Jin, chef de la résistance aux Qin antérieurs mort au combat en 374. Lui étaient attribuées diverses qualités : modèle de vertu, de fidélité au souverain et de piété filiale de son vivant, guérisseur de surcroit. Culte à l'origine local, le dieu et son temple accédèrent à une renommée nationale grâce à la faveur impériale. Tout commença par une visite de l'empereur Xuanzong des Tang de passage dans la région ; il voulut saluer le héros militaire et lui décerna un titre de ministre. Par la suite, le dieu de Zitong sera promu par d'autres empereurs, sous les Tang, les Song et les Yuan ; Renzong des Yuan lui décerna en 1316 le titre de "Grand empereur Wenchang soutien de la dynastie Yuan", confirmant son identification avec l'astérisme divinisé Wenchang. La divinité locale polyvalente avait en effet acquis la réputation de contrôler les résultats des examens impériaux, système mis en place sous les Sui et les Tang, et devenu de plus en plus important au fur et à mesure des dynasties successives. Des temples étaient apparus un peu partout, le plus grand restant celui d’origine dans le Sichuan. L'empereur lui fit édifier en 1454 (dynastie Ming) un temple à Pékin et instaura l'usage d'y envoyer chaque année une délégation de la cour à l'occasion de l'anniversaire du dieu, le 3 du 2e mois lunaire. Sous les Qing, en 1801, l'empereur Renzong le fit inscrire dans le registre du culte impérial. Beaucoup d'écoles abritaient sa statue.
Wenchangdijun est parfois accompagné de deux jeunes acolytes appelés "Sourd" et "Muet", associés respectivement au Ciel et à la Terre (Tian long 天聾 / 天聋 et Diya 地啞 / 地亚 ).
Leur origine est obscure ; tout au plus peut-on penser que leur nom pourrait avoir été inspiré par celui du personnage historique divinisé, Yazi, homonyme de “muet”. On s’accorde en tout cas sur leur symbolisme : l’importance pour un fonctionnaire de ne pas faire étalage de ses talents et de savoir rester sourd ou muet si nécessaire.
Une autre tradition concernant les étoiles gouvernant le destin identifie 5 wenchangs, dont l'un est le grand dieu Guandi.

## Culte
Le système mandarinal a disparu, mais les candidats aux examens de toute sorte continuent de prier Wenchangdijun pour mettre le maximum de chances de leur côté. Les offrandes sont choisies pour leur homonymie ou assonance avec les effets espérés. Y figurent le plus souvent du céleri (diligence), de l’oignon vert (intelligence), un navet (chance) ; la liste peut s’allonger au gré de l’imagination du futur candidat : huile (encouragement), ail (capacités de calcul)... Certains préconisent d’éviter les fruits ronds et tout ce qui peut rappeler le chiffre zéro. Des bonbons sont souvent offerts aux divinités ; à Taïwan il s'agit le plus souvent de nougats. L'une des premières friandises haut de gamme d'inspiration étrangère fabriquée dans l'île, ils sont restés le choix préférentiel pour les offrandes, malgré la variété disponible de nos jours. Une légende probablement récente en attribue l’invention à un candidat aux examens à qui le dieu aurait communiqué la recette en rêve.
Les autres divinités sollicitées pour les examens et les études sont Confucius et le bodhisattva Wenshu.